# Cyphogastra semipurpurea
Cyphogastra semipurpurea es una especie de escarabajo del género Cyphogastra, familia Buprestidae. Fue descrita científicamente por Laporte & Gory en 1835.
Alcanza unos 30 milímetros (1,2 pulgadas) de largo. El color básico de los élitros es violáceo oscuro metálico, mientras que el tórax es amarillento.

## Distribución geográfica
Habita en Indonesia y el norte de Papúa Nueva Guinea.